# ロイター
ロイター（英語: Reuters）は、イギリスのロンドンに本社を置く通信社。カナダのトムソン・ロイターの一部門。AP通信、フランス通信社（AFP）と並んで世界最大の通信社のひとつである。
ユダヤ系ドイツ人のポール・ジュリアス・ロイターが設立したイギリスの報道および情報提供企業。通信部門が有名だが現在では市況速報を手がけていたことから派生してきた金融情報の提供や、それに付随する事業の比重がむしろ大きくなっている。カナダに本拠を置く大手情報サービス企業であるトムソンに買収されたことにより2007年5月15日にトムソン・ロイターとなったが、金融情報・報道部門では引き続き「ロイター」ブランドが使用されている。

## 歴史

### ロイター通信社
ユダヤ系ドイツ人のポール・ジュリアス・ロイターはフランスのアヴァス通信社（現フランス通信社）で通信社の経営を研究した後、ロンドンに移り「正確かつ迅速」なニュースの集配で信用を築く。1851年には英仏海峡における海底ケーブルを使ってパリの相場情報、ロンドンの金融情報を各地に配信を開始した。金融街における信用を築き東方への道を開いたロイターは1870年に元の勤務先、及びドイツのヴォルフと市場分割協定を結びAP通信（1892年に発足）が基盤を持つアメリカを除く世界のニュースを3社で独占。この「大同盟」は、APに破られるまでロイターの世界支配の基盤となった。このためテリトリーとなる極東にはアジア・ハイウェイ（上海 - 長崎、ハバロフスク - 長崎）が上陸してすぐに、幹部を派遣して視察している（支局については不明な点が多い）。日本の新聞社は外信を欲し中国・日本における「ロイテル電（路透電）」はロイターのドル箱となり、この「宗主国」を富ませていた。

### 日本との関係
日本との関係では、1872年（明治5年）、欧州からの海底ケーブルの敷設に併せ、長崎、神戸、横浜に支局を開設した。
日清戦争期の1894年7月26日に青木周蔵と密約を交わしている。内容は五箇条である。4が契約として曖昧な項目となっている。
1. 青木は、日本政府が公式に発表するニュースをロイターだけに提供する。加えて、日本の近代化を深く理解できる出版物と、政治・軍事に関する特別電報とをロイターへ送るよう日本政府へ働きかける。
2. ロイターは、政治関係電報を公表前に青木に知らせる。国益に関わるものはロイター社独自に集めた情報も与える。
3. 日本政府は毎月50ポンドをロイターに支払う。
4. ロイターは日本の財政と商業の必要に応える。
5. 契約は1894年8月1日から1年間有効とする。

1899年、国内10紙と契約。東京日日新聞、日本新聞、萬朝報、東京朝日新聞、毎日新聞、中央新聞、都新聞、国民新聞、中外商業新報、報知新聞。1901年、電報の漏洩を禁じて12社と契約。ジャパンタイムズ、時事新報社、東京朝日新聞、読売新聞、東京日日新聞、中央新聞、都新聞、報知新聞、萬朝報、国民新聞、日出新聞、日本新聞。
『新聞総覧』大正7年版「株式会社日本電報通信社発展史実」によれば、電通が創立後間もなく倫敦ルートル社と特約を結んでいる。契約時期は不明。

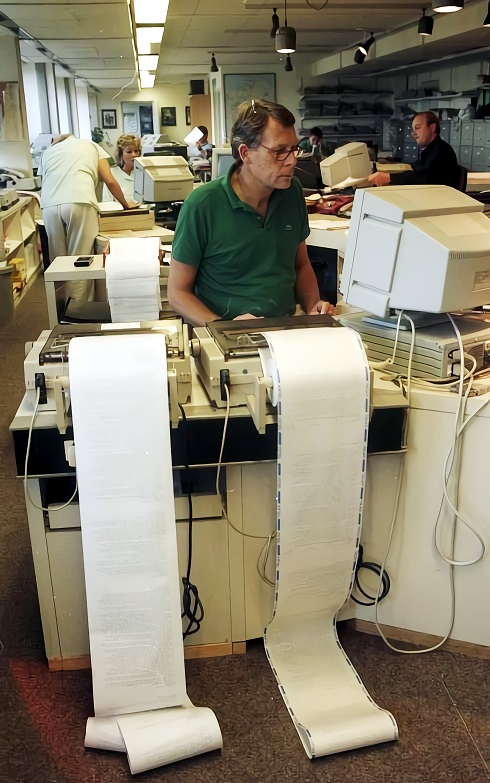
ロイター通信（ボン 1988）

### 多角化
それでも第二次世界大戦後の民営化後は、1956年のソ連共産党の秘密大会で行われたニキータ・フルシチョフ首相によるヨシフ・スターリン批判をスクープするなど報道機関としての実績を作り上げてきた。しかし1980年代に入り経営が再度悪化して経営改善のために経済ニュースや金融情報サービスの強化に取り組み、ついには社内の大半の反対を押し切って為替取引の仲介業務にも参入。現在では報道機関としての売り上げの比率は大きく減り、売り上げの実に95%以上を金融情報サービスが稼ぎ出している。
1998年7月、リッパー・アナリティカルを買収。ミューチュアル・ファンドをコンサルティングするようになった。当時のアメリカはインターネット・バブルの只中にあった。
2004年12月にはアメリカの金融情報会社である「マネーライン・テレレート」社を約1億7500万アメリカドルで買収、また同時にテレレートと契約している日本経済新聞社の子会社「QUICKマネーラインテレレート」をおよそ19億円で買収した。

### トムソンとの経営統合
2007年5月15日、カナダの情報サービス大手企業であるトムソンがロイターを87億ポンド（約2兆1000億円）で買収することで合意したとロイターは伝えた。2008年4月17日に買収が完了し、新会社「トムソン・ロイター」が発足した。金融情報サービスで米国ブルームバーグを抜き世界最大手となる。
金融情報・報道部門は引き続き「ロイター」ブランドを使用し、ロイターの編集権の独立も維持されるとしている。しかし、他の報道機関からはトムソンに買収されることによってロイターの「報道が変質するのではないか」（東京新聞）、「ニュースの質及び編集の中立性に起こりうる長期的な脅威」（BBC）といった懸念が表明された。
なお日本では2008年10月13日以降、テレビの株価・金融情報のクレジットが「REUTERS」（ロイター）から「THOMSON REUTERS」（トムソン・ロイター）に変更されている。
ロイターはファクトチェック（Reuters Fact Check）を開設し、2020年以降、ポインター研究所の国際ファクトチェックネットワークのメンバーにほぼ毎年認定されている。

## 論争

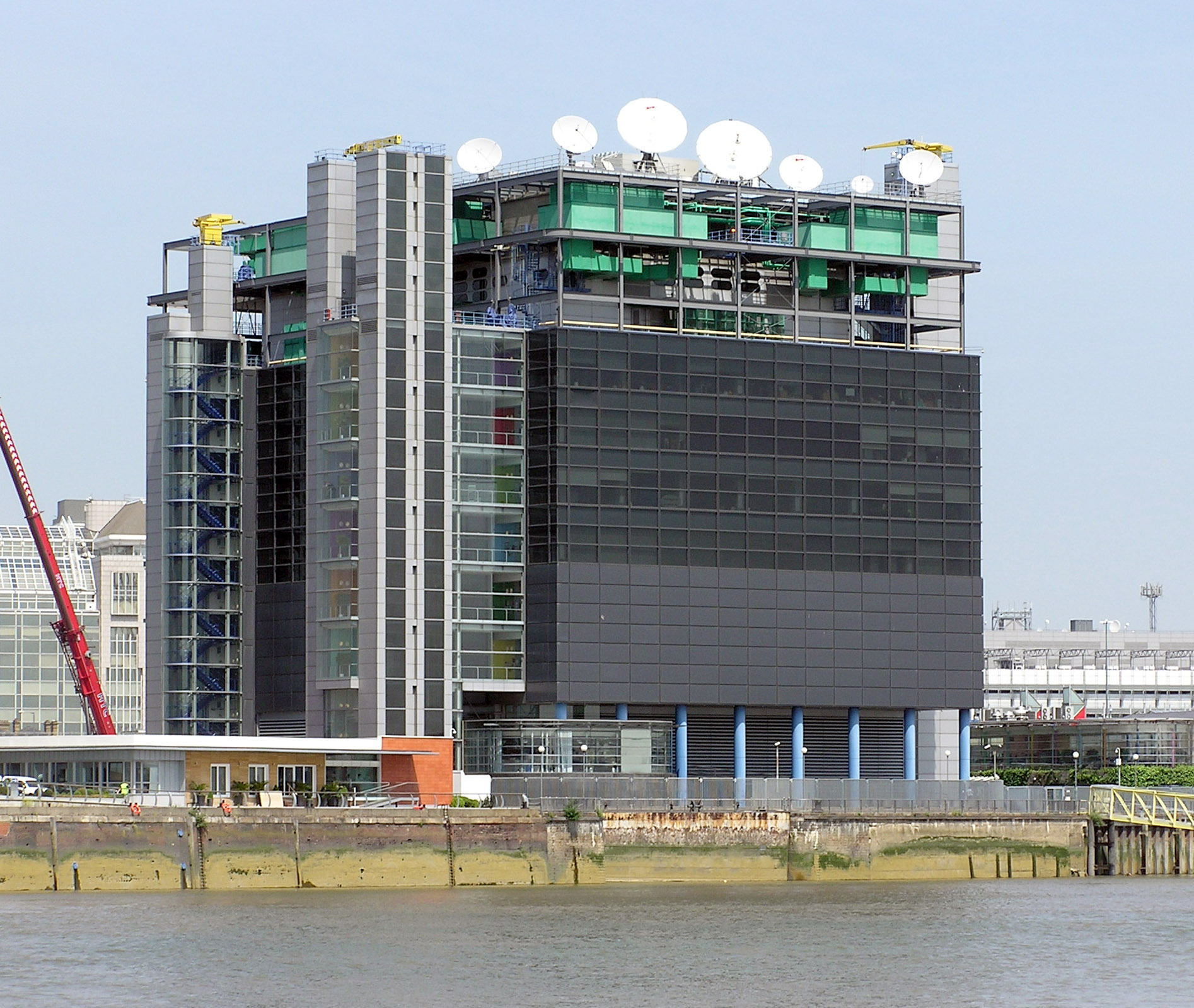
ロイター・データ・センター

### CEOの知人のインサイダー疑惑調査記事の差し止め
複数のインターネットメディアから、ロイターニュースは投資家に都合の悪いニュースをボツにすると指摘されている。同報道によると、アメリカのロイターの記者はヘッジファンド（SACキャピタルアドバイザーズ）の代表者であるスティーブン・コーエンが、かつてインサイダー取引を行った疑惑についての調査記事を2009年12月中旬までに執筆した。しかし、記者から接触を受けたコーエンが記事のことを知り、知人であるトムソン・ロイター・マーケッツのデビン・ウェニグCEOに直接クレームを付けたところ、同記事は配信されなかったという（ロイターニュースの編集長は、その件でウェニグCEOから電話をもらい、部下の編集者に対処するように命じたことを認めている）。同記事は証拠書類に基づいて執筆され、事前に記事を見たトムソン・ロイターの弁護士から配信許可も受けていたという。この一件について、トムソン・ロイターの広報担当者は「単に編集上の判断に基づくもの」とコメントしている。

### 客観的言語の方針
ロイターは「価値中立的なアプローチ」をとっており、記事にテロリストという言葉を使わない。この慣習は、9月11日の同時多発テロの後、批判を浴びた。 ロイターの編集方針は、
ロイターは、テロリズムおよびテロ対策全般に帰属することなく言及するかもしれないが、特定の出来事をテロリズムとは呼ばない。また、ロイターは、特定の個人、グループ、または出来事を認定するために、帰属表示なしでテロリストという言葉を使用することもありません。 対照的に、AP通信は、民間人への攻撃を実行する非政府組織に関してテロリストという用語を使用しています。 2004年、ロイターはカナダの新聞チェーンであるキャンウェスト・グローバル・コミュニケーションズに、ロイターの記事を編集してテロリストという単語を挿入したため、ロイターの署名を削除するように依頼しました。
ロイター通信の広報担当者は「私の目標は、記者を守り、編集の誠実さを守ることだ」と述べた。

### 加工写真使用
2006年、カメラマンがイスラエルのレバノン侵攻の報道写真において、空に立上る黒煙の量を多く加工したり、空爆とは関係のない建物破壊写真で損害を過剰に報じていた疑惑がブロガーによって指摘され、大手新聞社からの批判を巻き起こした。

### 訴訟
株式会社ユニバーサルエンターテインメントは2012年12月4日、ロイターの記事で損害を受けたとして、トムソン・ロイター・コーポレーションと同社の記者・編集者3人に対して2億円の損害賠償を請求する訴訟を東京地裁に提起した
。ロイターは同年11月16日に配信した記事で、同社について「フィリピンのカジノ規制当局首脳の側近に不正な資金提供をした疑いがあるとして、アメリカのカジノ規制当局が調査に乗り出している」「フィリピン側に流れ出たとみられる資金の総額は4000万ドル」と報じ、同月30日に配信した記事
では、この資金の流れについて、「ネバダ州カジノ規制委員会は、ユニバーサルの岡田会長を参考人として呼び、事情聴取をする見込みだ」と報じた。ユニバーサル側はこの2つの記事について「公平且つ適切な取材活動を行っていれば容易に回避できたはずの事実誤認ないし偏見が含まれ」ており、「悪意に満ちたもの」であるとし、「これまで築かれてきたロイターの報道機関としての地位を貶めるもの」と非難している
。これに対し、トムソン・ロイターの広報担当者は「報道には自信がある」とコメントしている

### ジャーナリストのモラル
ロイターニュース日本語サービス前編集長は2006年6月に大阪市内で、FX業者である日本ファースト証券が主催した投資セミナーに出向いて講演していた。同証券の不明朗な経営実態については当時から一部報道で知られていたが、同セミナー開催の半年後には金融当局から初回の行政処分を受け、更にその後も短期間に2度の行政処分を受けた挙句、2008年3月に破産した。ロイターニュースの編集倫理要綱（ハンドブック・オブ・ジャーナリズム）は、同社に所属するジャーナリストの独立性について「社員は、事前に上司から許可を得た場合を除いて、社外で報酬を伴う仕事に従事してはならない。報酬を伴う仕事とは、例えば、本の出版、記事の投稿、会議での演説、商業目的及びニュース目的での写真撮影などが含まれる」などと規定している。

### 危機管理
東京支局記者、新型コロナウイルス変異株、自宅待機要請無視、感染拡大
2020年12月24日、東京支局に勤務する外国人記者が、英国での休暇帰省後の12月22日の日本への入国後の2週間の自宅待機の要請に応じず、赤坂のイギリスパブでの10人強のパーティーに参加し、COVID-19の変異株を参加者や婚約者に感染させた。
この件に関し、ロイター社は日本語アカウントではなく英語のPRアカウントで、『週刊文春』の投稿文にリプライする形で、当初、検索・翻訳避けを意図して日本語のコメントを画像形式で付与（その後テキスト化）。「当該記者はすでに（2月10日時点で）当社に勤務していない」と回答した。

### 労働争議
- 旧ロイター・ジャパン株式会社によって1994年1月、雇用期間1年との条件でニュース翻訳者として採用された女性が雇用期間が延長されなかったことを不服として雇用契約上の地位確認と賃金の支払いを求め、同社を提訴した（ロイター･ジャパン契約社員解雇事件。原告敗訴）[37]。
- 旧ロイター（アメリカ法人）が2005年、合理化策の一環としてワシントンD.C.にあったウェブ向けの編集拠点（ウェブデスク）を閉鎖した際に他拠点への異動を拒否した2名の編集部員に対して解雇予告を行ったことは不当労働行為に当たるとしてこの2名が加入する労働組合（Newspaper Guild）は同年1月、労働関係委員会に裁定の申し立てを行った[38]。
- 旧ロイターとEquent社が合弁で設立したデータ通信会社の黒人社員3人が2003年、それぞれ賃金差別、不当解雇、人種的な差別用語で罵られたとして雇用機会均等委員会に対する裁定申し立てとニューヨークの裁判所に提訴を行った[39]。
- イギリス法人の旧ロイターリミテッドで1993年から派遣会社を通じて従事していたレイモンド・フランクが、1999年にいわゆる「派遣切り」に遭ったことは不当解雇にあたるとして損害賠償金と解雇一時金の支払いを求めて同社を相手取り、労働審判手続きを申し立てた。労働審判は1、2審ともに原告が「ロイターの従業員」として認められないとして、原告の要求を認めなかった。しかし3審の控訴院は2003年4月10日、原告とロイターとの間には「黙示の雇用契約の存在」があったと判断し原告勝訴・ロイター敗訴の判決を下した[40][41]。

### 英国政府からの資金提供
2019年11月、英国外務省が機密解除された政府文書を公開し、1960年代から1970年代にかけて英国政府がロイターに中東での報道を拡大するように説得し、秘密裏に資金を提供していたことが明らかになった。情報調査局(IRD)とロイターは、財務省がこの計画に4年間で35万ポンドを拠出することで合意した。英国政府は既に、ロイターの中南米事業のために、ペーパーカンパニーを通じて秘密の助成金を支払っていたが、この手法は会計処理が疑わしく見えるため、中東事業ではBBCがロイターのニュースコピーにアクセスするための購読料を増額し、後日、財務省がBBCに払い戻しを行う計画になった。この計画は、当時BBCの対外サービス責任者であり、後にBBCの局長となったチャールズ・カラン卿によって承認された。本当の目的を知っていたのは、BBCの幹部2人だけだった。外務省のメモには、「英国政府とロイターの間の秘密協定のいかなる示唆」も避けることが重要だと述べられている。政府文書には、ロイターは政府が必要とするものを「提供できるし、提供する」と書かれていたが、政府高官は、ロイターが英国政府の要請で決定を下しているように見せたくなかったことを認めている。

### タス通信との提携
2020年6月1日、ロイターは、ロシア国営のタス通信が、当時の合計18のパートナーエージェンシーで構成される「ロイターコネクト」プログラムに参加したと発表した。ロイターのマイケル・フリーデンバーグ社長は「タス通信とロイターが価値あるパートナーシップを築いていることをうれしく思う」と述べた 。2年後、2022年2月のロシアのウクライナ侵攻を受けて、ロイターコネクトのTASSメンバーシップは精査された。POLITICOは、匿名を条件に取材に応じたロイターのジャーナリスト2人が語ったことによると、スタッフはタス通信との継続的な提携に「不満と恥ずかしさ」を感じており、なぜロイターがタス通信の報道を配布し続けているのかについて、上層部に回答を求めていると報じた。
2022年3月23日、ロイターはタス通信を「コンテンツマーケットプレイス」から削除した。ロイターのマシュー・キーン暫定最高経営責任者(CEO)は「ロイター・コネクトでタス通信のコンテンツを利用できるようにすることは、トムソン・ロイターの信頼原則に反すると考えている」と述べた。

### 化石燃料の宣伝広告
ザ・インターセプト、ネイション、DeSmogの共同調査で、ロイターは化石燃料業界の宣伝広告を掲載している大手メディアの1社であることが判明している。ロイターの気候変動報道を担当するジャーナリストは、気候変動を引き起こし、対策を妨害した企業・業界との利益相反により、気候変動に関する報道の信頼性が低下し、読者が気候危機を軽視するようになることを懸念している。国際連合事務総長のアントニオ・グテーレスは、激化する地球温暖化を受けて、ロイターをはじめとする大手メディアに化石燃料業界の広告掲載（グリーンウォッシングへの協力）をやめるよう警告している。

## 支局
150の国230都市に支局があり、19の言語で提供している。現在主要な報道機関のほとんどはロイターと契約している。過去にはイギリスのラジオ局を運営していたこともある。